# Saison 2013-2014 de l'Image Club d'Épinal
La saison 2013-2014 de l'Image Club d'Épinal est la quarante-quatrième de l'histoire du club, cent-huit ans après sa fondation.

Raphaël Marciano devient le nouvel entraîneur du club en remplacement de Alexander Stein.

## Avant-saison
Après un parcours historique en play-offs, les dirigeants spinaliens veulent placer l'intersaison 2013 sous le signe de la continuité au sein de la Cité des Images malgré de fortes sollicitations dues à la récente demi-finale du championnat. Le premier à quitter le club est un « historique » du vestiaire, le défenseur franco-canadien Stéphane Gervais qui part relever le défi des Brûleurs de loups de Grenoble très vite suivi par l'attaquant Danick Bouchard qui rejoint les Gothiques d'Amiens. Le club annonce peu après les non-renouvellements de Rémi Colotti, Jan Hagelberg, Elie Raibon, Sébastien Gauthier et Benjamin Casavant mais aussi les prolongations de Maxime Ouimet (pour 3 ans), Gasper Susanj, Peter Slovak, Yoann Chauvière (reconverti défenseur), Anthony Rapenne, Nicolas Ravel, Kévin Benchabane, Yannick Offret, Michal Petrák et Ján Plch. Dans le même temps le club enregistre les arrivées du centre canadien Benjamin Breault, du français Pierre-Charles Hordelalay et les retours des joueurs formés au club Martin Charpentier, parti à Gap, et Pierre Mauffrey, parti à Toulouse. C'est ensuite au tour du capitaine Steven Cacciotti de rempiler. Quelques jours après, la vague d'annonces de transferts continue avec l'annonce de l'arrivée d'un nouvel entraîneur, le canadien Claude Bouchard ayant pour répercussion la non-reconduction d'Alex Stein. C'est ensuite au tour du gardien international slovène Andrej Hočevar de rejoindre les rangs spinaliens pour 3 ans entraînant le départ de Gabriel Girard. Cette annonce est suivie par celle de l'arrivée de l'ancien joueur de LNH Sébastien Bisaillon.
Alors que le club annonce à son assemblée générale que les finances vont bien et que le dernier exercice comptable a dégagé un bénéfice de 15 000 €, la CNSCG (Commission nationale de suivi et de contrôle de gestion) invalide le budget de l'ICE le 15 juillet 2013. Alors que tout semblait aller bien, le spectre d'une rétrogradation administrative et d'un nouveau dépôt de bilan plane sur le hockey spinalien. Après avoir fait appel de cette décision, les dirigeants se rendent au siège de la Fédération française de hockey sur glace le 25 juillet pour tenter de faire valider le club en Ligue Magnus grâce à un nouveau budget prévisionnel. Après un nouvel examen du dossier spinalien, la CNSCG prend finalement la décision de valider le club pour une onzième saison consécutive en Ligue Magnus. Cependant, ces difficultés financières poussent la recrue Sébastien Bisaillon et le nouvel entraîneur Claude Bouchard à ne pas rejoindre le club. Celui-ci est remplacé par un duo composé par Alan Jacob et par l'entraîneur assistant et ancien entraîneur-chef du club Raphaël Marciano. Un nouveau rebondissement aura lieu quelques jours plus tard avec la non-venue d'Alan Jacob, remplacé 6 jours avant la reprise de l'entraînement par l'ancien joueur du club et entraîneur du hockey mineur Nicolas Martin. Le recrutement peut alors se boucler avec les arrivées de Victor Pivron, fils d'une des anciennes idoles de Poissompré Alain Pivron, du slovène Anze Kuralt, du défenseur-offensif canadien Francis Meilleur et enfin de l'attaquant italo-canadien Dominic Perna.

## Statistiques

### Statistiques collectives
| Compétition       | Débute au tour    | Termine           | Matches joués | Victoires | Défaites a.p. | Défaites t.a.b. | Défaites | Buts pour | Buts contre | Différence |
| ----------------- | ----------------- | ----------------- | ------------- | --------- | ------------- | --------------- | -------- | --------- | ----------- | ---------- |
| Saison Régulière  | -                 | -                 | 26            | 12        | 2             | 1               | 11       | 116       | 112         | +4         |
| Play-offs         | Tour préliminaire | Tour préliminaire | 3             | 0         | 1             | 0               | 2        | 13        | 22          | -9         |
| Coupe de France   | 1/16 de finale    | 1/4 de finale     | 3             | 2         | 0             | 0               | 1        | 8         | 9           | -1         |
| Coupe de la Ligue | Phase de poules   | 1/4 finale        | 8             | 5         | 0             | 0               | 3        | 38        | 25          | +13        |
| Total             | -                 | -                 | 61            | 34        | 1             | 0               | 26       | 213       | 193         | +20        |

## Compétitions

### Pré-saison
Le début de la saison est fixé au 15 août avec la tenue d'un camp d'entraînement voyant les spinaliens s'entraîner trois fois par jour. Après une entrée en matière à domicile face au voisin mulhousien, cette inter-saison est marquée par le premier Tournoi international Magnum la Radio organisé à Poissompré où les spinaliens s'illustrent par deux victoires face à Mulhouse et Strasbourg. L'ultime match du tournoi est une vraie finale puisque les Dauphins et les kazakhs de Saryarka ayant remporté leurs deux premiers matchs, le vainqueur remportera le tournoi. Ce sont finalement les kazakhs, futurs champions de VHL qui s'imposent logiquement dans un match marquant la fin des matchs de pré-saison pour l'ICE.

### Championnat

#### Saison Régulière

##### Classement et statistiques

###### Classement
| Clt   | Équipe                   | PJ | V  | D  | DP | BP  | BC  | Diff | Pts |
| ----- | ------------------------ | -- | -- | -- | -- | --- | --- | ---- | --- |
| +001, | Rouen                    | 26 | 21 | 3  | 2  | 121 | 57  | +64  | 44  |
| +002, | Briançon                 | 26 | 21 | 4  | 1  | 106 | 51  | +55  | 43  |
| +003, | Dijon                    | 26 | 17 | 7  | 2  | 96  | 83  | +13  | 36  |
| +004, | Angers                   | 26 | 16 | 10 | 0  | 84  | 74  | +10  | 32  |
| +005, | Grenoble                 | 26 | 14 | 9  | 3  | 79  | 70  | +9   | 31  |
| +006, | Amiens                   | 26 | 13 | 10 | 3  | 93  | 87  | +6   | 29  |
| +007, | Villard-de-Lans          | 26 | 13 | 11 | 2  | 72  | 90  | -18  | 28  |
| +008, | Épinal                   | 26 | 12 | 11 | 3  | 116 | 112 | +4   | 27  |
| +009, | Chamonix                 | 26 | 11 | 13 | 2  | 81  | 87  | -6   | 24  |
| +010, | Strasbourg               | 26 | 8  | 11 | 7  | 89  | 104 | -15  | 23  |
| +011, | Morzine-Avoriaz-Les Gets | 26 | 10 | 14 | 2  | 89  | 101 | -12  | 22  |
| +012, | Gap                      | 26 | 10 | 14 | 2  | 82  | 100 | -18  | 22  |
| +013, | Brest                    | 26 | 9  | 17 | 0  | 81  | 115 | -34  | 18  |
| +014, | Caen                     | 26 | 7  | 18 | 1  | 61  | 119 | -58  | 15  |

- Qualifié pour les quarts de finale
- Qualifié pour le tour préliminaire
- Dispute la poule de maintien

###### Statistiques
| Équipe          | MJ | Supériorité numérique | Supériorité numérique | Supériorité numérique | Supériorité numérique | Infériorité numérique | Infériorité numérique | Infériorité numérique | Infériorité numérique |
| Équipe          | MJ | BPSUP                 | NB                    | %                     | BCSUP                 | BCINF                 | NB                    | %                     | BPINF                 |
| --------------- | -- | --------------------- | --------------------- | --------------------- | --------------------- | --------------------- | --------------------- | --------------------- | --------------------- |
| Amiens          | 26 | 21                    | 112                   | 18.75                 | 3                     | 25                    | 123                   | 79.67                 | 5                     |
| Angers          | 26 | 23                    | 117                   | 19.66                 | 1                     | 23                    | 105                   | 78.50                 | 4                     |
| Brest           | 26 | 18                    | 106                   | 16.98                 | 2                     | 29                    | 133                   | 78.20                 | 6                     |
| Briançon        | 26 | 27                    | 117                   | 23.08                 | 1                     | 14                    | 104                   | 86.54                 | 1                     |
| Caen            | 26 | 19                    | 115                   | 16.52                 | 3                     | 28                    | 112                   | 75.00                 | 2                     |
| Chamonix        | 26 | 26                    | 158                   | 16.46                 | 4                     | 20                    | 101                   | 80.20                 | 3                     |
| Dijon           | 26 | 20                    | 89                    | 22.47                 | 2                     | 23                    | 126                   | 81.75                 | 3                     |
| Épinal          | 26 | 32                    | 131                   | 24.43                 | 4                     | 25                    | 128                   | 80.47                 | 4                     |
| Gap             | 26 | 19                    | 129                   | 14.73                 | 5                     | 23                    | 116                   | 80.17                 | 2                     |
| Grenoble        | 26 | 18                    | 113                   | 15.93                 | 4                     | 26                    | 126                   | 79.37                 | 2                     |
| HCMAG           | 26 | 32                    | 133                   | 24.06                 | 3                     | 27                    | 125                   | 78.40                 | 3                     |
| Rouen           | 26 | 36                    | 122                   | 29.51                 | 4                     | 18                    | 125                   | 85.60                 | 5                     |
| Strasbourg      | 26 | 28                    | 123                   | 22.76                 | 4                     | 35                    | 136                   | 74.26                 | 5                     |
| Villard de Lans | 26 | 20                    | 126                   | 15.87                 | 5                     | 23                    | 129                   | 82.17                 | 0                     |

#### Séries éliminatoires
Les séries éliminatoires s'annoncent compliquées en raison de l'absence de deux pièces maîtresses de l'effectif, les slovènes Andrej Hocevar et Anze Kuralt, tous deux retenus en sélection pour les jeux Olympiques de Sotchi. Affrontant les Chamois de Chamonix, l'équipe n'arrive pas à profiter de l'avantage de la glace et s'incline par deux fois à domicile (5-8 puis 2-7). Le retour des deux slovènes pour le troisième match ne change rien puisque les spinaliens perdent le troisième match à Chamonix (7-6 après prolongations) et sont donc éliminés dès le troisième match des séries éliminatoires.

##### Tableau
|  | Tour préliminaire | Tour préliminaire        | Tour préliminaire |                          |                 | Quarts de finale | Quarts de finale | Quarts de finale |   |  | Demi-finales | Demi-finales | Demi-finales |   |  | Finale | Finale | Finale |
|  |                   |                          |                   |                          |                 |                  |                  |                  |   |  |              |              |              |   |  |        |        |        |
|  | 8                 | Épinal                   | 0                 |                          |                 |                  |                  |                  |   |  |              |              |              |   |  |        |        |        |
|  | 9                 | Chamonix                 | 3                 |                          |                 |                  |                  |                  |   |  |              |              |              |   |  |        |        |        |
|  | 9                 | Chamonix                 | 3                 |                          | 1               | Rouen            | 3                |                  |   |  |              |              |              |   |  |        |        |        |
|  |                   |                          |                   |                          | 1               | Rouen            | 3                |                  |   |  |              |              |              |   |  |        |        |        |
|  |                   |                          | 9                 | Chamonix                 | 0               |                  |                  |                  |   |  |              |              |              |   |  |        |        |        |
|  |                   |                          | 9                 | Chamonix                 | 0               |                  |                  |                  |   |  |              |              |              |   |  |        |        |        |
|  |                   |                          |                   |                          |                 |                  |                  |                  |   |  |              |              |              |   |  |        |        |        |
|  |                   |                          |                   |                          |                 |                  |                  |                  |   |  |              |              |              |   |  |        |        |        |
|  |                   |                          |                   |                          |                 |                  | 1                | Rouen            | 2 |  |              |              |              |   |  |        |        |        |
|  |                   |                          |                   |                          |                 |                  |                  |                  | 2 |  |              |              |              |   |  |        |        |        |
|  |                   | 4                        | Angers            | 4                        |                 |                  |                  |                  |   |  |              |              |              |   |  |        |        |        |
|  | 5                 | 4                        | Angers            | 4                        | Grenoble        | 2                |                  |                  |   |  |              |              |              |   |  |        |        |        |
|  | 5                 |                          |                   |                          | Grenoble        | 2                |                  |                  |   |  |              |              |              |   |  |        |        |        |
|  | 12                | Gap                      | 3                 |                          |                 |                  |                  |                  |   |  |              |              |              |   |  |        |        |        |
|  | 12                | Gap                      | 3                 |                          | 4               | Angers           | 3                |                  |   |  |              |              |              |   |  |        |        |        |
|  |                   |                          |                   |                          | 4               | Angers           | 3                |                  |   |  |              |              |              |   |  |        |        |        |
|  |                   |                          | 12                | Gap                      | 0               |                  |                  |                  |   |  |              |              |              |   |  |        |        |        |
|  |                   |                          | 12                | Gap                      | 0               |                  |                  |                  |   |  |              |              |              |   |  |        |        |        |
|  |                   |                          |                   |                          |                 |                  |                  |                  |   |  |              |              |              |   |  |        |        |        |
|  |                   |                          |                   |                          |                 |                  |                  |                  |   |  |              |              |              |   |  |        |        |        |
|  |                   |                          |                   |                          |                 |                  |                  |                  |   |  |              | 4            | Angers       | 3 |  |        |        |        |
|  |                   |                          |                   |                          |                 |                  |                  |                  |   |  |              |              |              |   |  |        |        |        |
|  |                   | 2                        | Briançon          | 4                        |                 |                  |                  |                  |   |  |              |              |              |   |  |        |        |        |
|  | 7                 | 2                        | Briançon          | 4                        | Villard-de-Lans | 3                |                  |                  |   |  |              |              |              |   |  |        |        |        |
|  | 7                 |                          |                   |                          | Villard-de-Lans | 3                |                  |                  |   |  |              |              |              |   |  |        |        |        |
|  | 10                | Strasbourg               | 1                 |                          |                 |                  |                  |                  |   |  |              |              |              |   |  |        |        |        |
|  | 10                | Strasbourg               | 1                 |                          | 2               | Briançon         | 3                |                  |   |  |              |              |              |   |  |        |        |        |
|  |                   |                          |                   |                          | 2               | Briançon         | 3                |                  |   |  |              |              |              |   |  |        |        |        |
|  |                   |                          | 7                 | Villard-de-Lans          | 1               |                  |                  |                  |   |  |              |              |              |   |  |        |        |        |
|  |                   |                          | 7                 | Villard-de-Lans          | 1               |                  |                  |                  |   |  |              |              |              |   |  |        |        |        |
|  |                   |                          |                   |                          |                 |                  |                  |                  |   |  |              |              |              |   |  |        |        |        |
|  |                   |                          |                   |                          |                 |                  |                  |                  |   |  |              |              |              |   |  |        |        |        |
|  |                   |                          |                   |                          |                 |                  | 2                | Briançon         | 4 |  |              |              |              |   |  |        |        |        |
|  |                   |                          |                   |                          |                 |                  |                  |                  | 4 |  |              |              |              |   |  |        |        |        |
|  |                   | 3                        | Dijon             | 0                        |                 |                  |                  |                  |   |  |              |              |              |   |  |        |        |        |
|  | 6                 | 3                        | Dijon             | 0                        | Amiens          | 2                |                  |                  |   |  |              |              |              |   |  |        |        |        |
|  | 6                 |                          |                   |                          | Amiens          | 2                |                  |                  |   |  |              |              |              |   |  |        |        |        |
|  | 11                | Morzine-Avoriaz-Les Gets | 3                 |                          |                 |                  |                  |                  |   |  |              |              |              |   |  |        |        |        |
|  | 11                | Morzine-Avoriaz-Les Gets | 3                 |                          | 3               | Dijon            | 3                |                  |   |  |              |              |              |   |  |        |        |        |
|  |                   |                          |                   |                          | 3               | Dijon            | 3                |                  |   |  |              |              |              |   |  |        |        |        |
|  |                   |                          | 11                | Morzine-Avoriaz-Les Gets | 1               |                  |                  |                  |   |  |              |              |              |   |  |        |        |        |
|  |                   |                          | 11                | Morzine-Avoriaz-Les Gets | 1               |                  |                  |                  |   |  |              |              |              |   |  |        |        |        |
|  |                   |                          |                   |                          |                 |                  |                  |                  |   |  |              |              |              |   |  |        |        |        |

### Coupes

#### Coupe de France
|       | Date        | Domicile | Score | Extérieur | Affluence | Bilan | Recap |
| ----- | ----------- | -------- | ----- | --------- | --------- | ----- | ----- |
| 1/16è | 22 octobre  | Mulhouse | 1-2   | Épinal    | 1 413     | 1–0–0 | Recap |
| 1/8è  | 19 novembre | Épinal   | 5-4   | Lyon      | 614       | 2–0–0 | Recap |
| 1/4   | 10 décembre | Angers   | 4-1   | Épinal    | 1 044     | 2–1–0 | Recap |

Légende:
- Victoires
- Défaites
- Défaites en prolongations/tirs au but

## Résumé de la saison
Les Dauphins entament leur premiers matchs officiels par 2 défaites consécutives, à Amiens en Coupe de la Ligue (5-4), contre Dijon en Ligue Magnus (5-4). Ils profitent cependant de la réception des rivaux mulhousiens en Coupe de la Ligue pour signer la première victoire en match officiel de la saison (5-1). Si le début du championnat est compliqué pour les spinaliens avec 4 défaites consécutives lors des 4 premières journées (3-2 à Grenoble, 3-4 face à Angers et 4-3 aux tirs au but à Amiens), l'équipe parvient à réaliser un sans-faute en Coupe de la Ligue après sa défaite initiale à Amiens (5-1 contre Mulhouse, 5-8 à Strasbourg, 3-1 contre Amiens, 8-3 contre Strasbourg et 3-5 à Mulhouse). La première victoire en championnat arrive le 12 octobre avec la réception du promu brestois (5-3). Après un début moyen et un bilan de 2 victoires (celle contre Chamonix 5-2 s'ajoutant à celle contre Brest) pour 6 défaites (7-4 à Rouen et 6-4 à Villard s'ajoutant aux précédentes) les spinaliens enchaînent une série de 5 victoires consécutives en championnat (5-1 contre Morzine, 3-6 à Caen, 6-3 contre Gap, 3-5 à Strasbourg et 5-3 contre Grenoble) ainsi qu'une qualification pour les quarts de finale de la Coupe de France après avoir sorti Mulhouse (1-2) et Lyon (5-4). Seul une élimination en quart de finale de la Coupe de la Ligue face au favori rouennais (défaites 5-4 à Rouen puis 1-2 à Poissompré) vient entacher cette belle série.
La deuxième partie de saison sera plus compliquée avec une élimination de la Coupe de France (défaite 4-1 à Angers) et 8 défaites pour 6 victoires en deuxième partie de championnat. Épinal finit donc la saison régulière à la 8e place du classement.

## Bilan
Cette saison est néanmoins une réussite pour les spinaliens qui terminent avec la 2e meilleure attaque de saison régulière (116 buts marqués) juste derrière Rouen (121 buts), un bilan à domicile flatteur avec 9 victoires, 3 défaites et 1 défaite en prolongation. Seuls les quatre premiers du classement (Rouen, Briançon, Angers et Dijon) parvenant à s'imposer dans une patinoire de Poissompré affichant un taux de remplissage de près de 96%, meilleur score de Ligue Magnus.
L'assemblée générale du club du 19 juin 2014 annonce un exercice financier positif de 131 000€. Le club réussit donc à remplir le Contrat d'Objectif Financier imposé par la CNSCG un an plus tôt et qui imposait au club de réaliser un exercice financier positif de 121 000€.

## Récompenses et distinctions
À la fin de la saison régulière du championnat de Ligue Magnus, le centre tchèque Michal Petrak termine co-meilleur pointeur du classement statistiques. Avec 51 points (18 buts et 33 assistances) il termine avec le même nombre de points que l'amiénois et ex-spinalien Danick Bouchard. Néanmoins le trophée Charles Ramsay récompensant le meilleur compteur du championnat est remis au joueur des Gothiques grâce à un plus grand nombre de buts (24).
Le slovène Anze Kuralt est quant à lui tout près de remporter le trophée Jean-Pierre Graff récompensant le meilleur espoir de la saison, étant seulement devancé de 2 points par le gardien grenoblois formé à Épinal Antoine Bonvalot dans le vote du jury composé de journalistes spécialisés.

## Joueurs en sélection nationales
Au cours de cette saison 2013-2014, 2 joueurs de l'Image Club d'Épinal sont appelés en sélection nationale: les deux slovènes Andrej Hocevar et Anze Kuralt. Ceux-ci sont appelés pour les matchs amicaux mais également pour les Jeux Olympiques d'hiver de Sotchi. Ils ne sont que 4 joueurs de Ligue Magnus à disputer cette compétition, les deux autres étant les slovènes Bostjan Golicic (Briançon) et Andrej Tavzelj (Rouen). Ces convocations auront de grosses répercussions sur les résultats de l'équipe, la fédération française de hockey sur glace ayant décidé de ne pas interrompre le championnat national durant les Jeux. Cela conduit les deux internationaux spinaliens à rater les deux derniers matchs de saison régulière et les deux premiers matchs de séries éliminatoires.